# Frits Thaulow

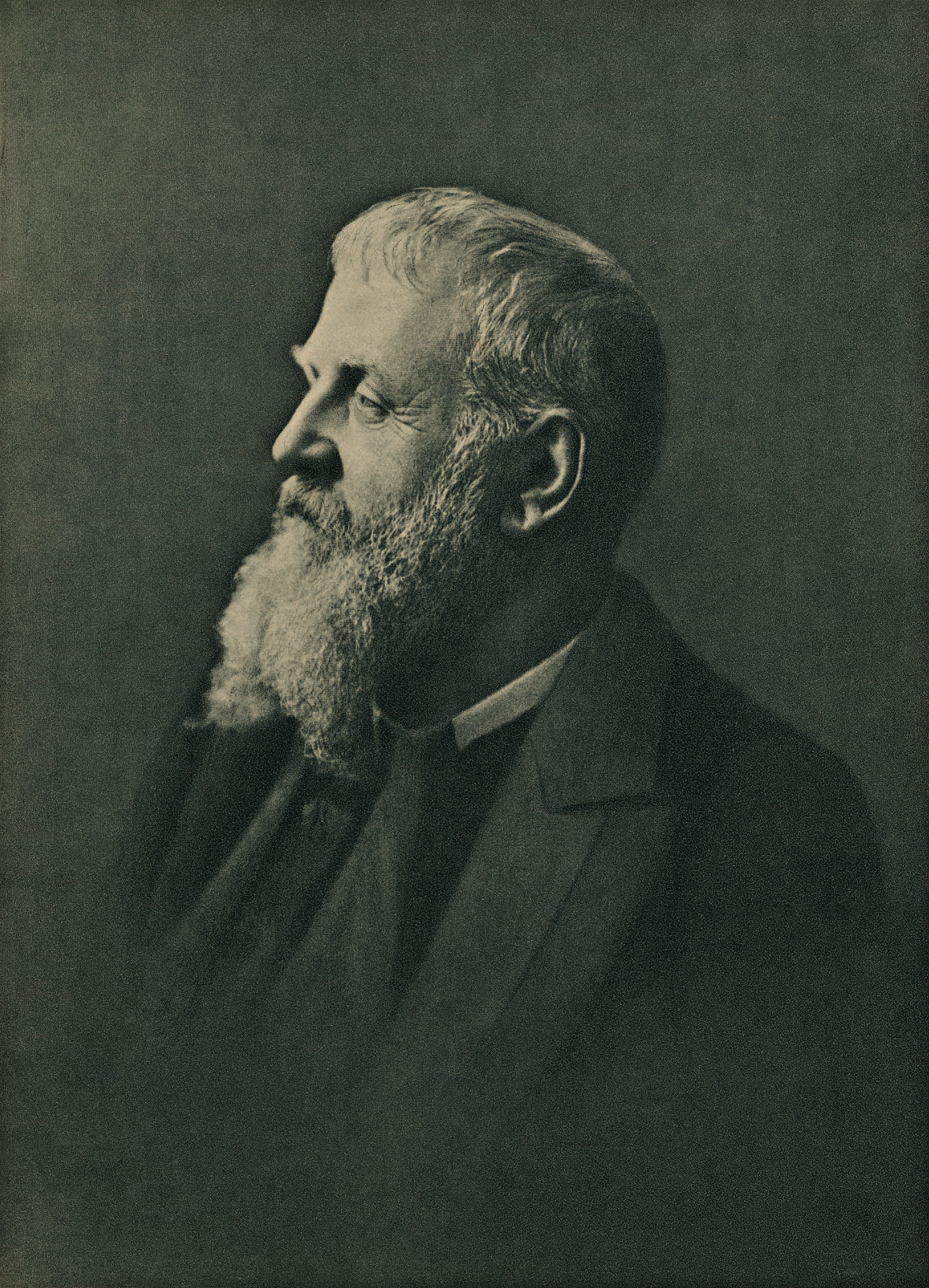
Frits Thaulow

Frits Thaulow, eigentlich Johan Frederik Thaulow (* 20. Oktober 1847 in Christiania (heute Oslo); † 5. November 1906 in Volendam, Niederlande), war ein norwegischer Maler des 19. Jahrhunderts.

## Leben
Frits Thaulow war Sohn des Apothekers Harald Conrad Thaulow (1815–1881) und seiner Ehefrau Nina Munch (1820–1871) sowie ein Neffe des Kieler Museumsgründers Gustav Ferdinand Thaulow. Von 1870 bis 1872 erhielt er eine Ausbildung an der Königlich Dänischen Kunstakademie in Kopenhagen. Von 1873 bis 1875 war er Schüler von Hans Gude in Karlsruhe. In den folgenden Jahren hielt er sich in Paris auf und wurde dort von den französischen Impressionisten beeinflusst.
1880 wandte sich Thaulow, nun als überzeugter Naturalist, vorübergehend seiner Heimat zu. Zusammen mit Christian Krohg und Erik Werenskiold kämpfte er für einen erweiterten Kunstbegriff jenseits bürgerlicher Ideale. Unter anderem ihm ist es zu verdanken, dass 1882 die so genannte Herbstausstellung (Høstutstillingen), eine jährlich stattfindende Präsentation der Gegenwartskunst in Oslo, etabliert werden konnte.
1886 heiratete Thaulow Alexandra Lasson (1862–1955), eine Schwester der Malerin Oda Krohg. Der Ehe entstammte der Schriftsteller Harald Thaulow (1887–1971). Aus einer früheren Beziehung mit der Dänin Ingeborg Gad stammte die Tochter Else Frølich.
1892 zog er wieder nach Frankreich, wo er zunächst in Dieppe lebte. In den Folgejahren beteiligte er sich an diversen Ausstellungen, wie etwa der Großen Berliner Kunstausstellung (1895) oder auch der Internationalen Kunstausstellung in Berlin 1896, wo er eine kleine Goldmedaille erhielt. 1898, im Anschluss an einen Aufenthalt in den USA, ließ er sich endgültig in Paris nieder, wo er internationalen Ruhm erwarb, unter anderem durch Aufnahme seiner Bilder in den Salon.
1901 erhielt er die Ehrenmitgliedschaften der Akademien München, Stockholm und Kopenhagen.

## Werke (Auswahl)

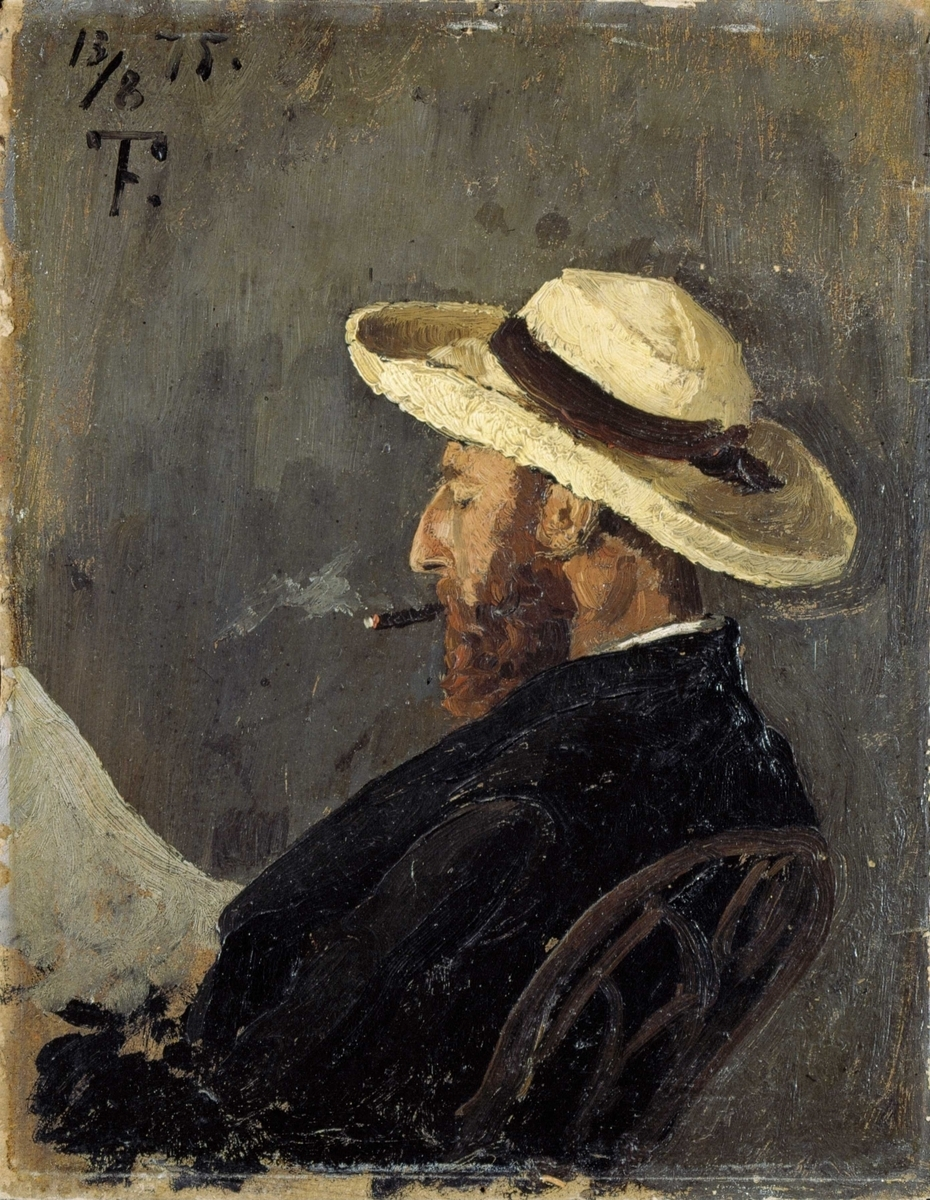
Porträt von Frederik Collett 1875
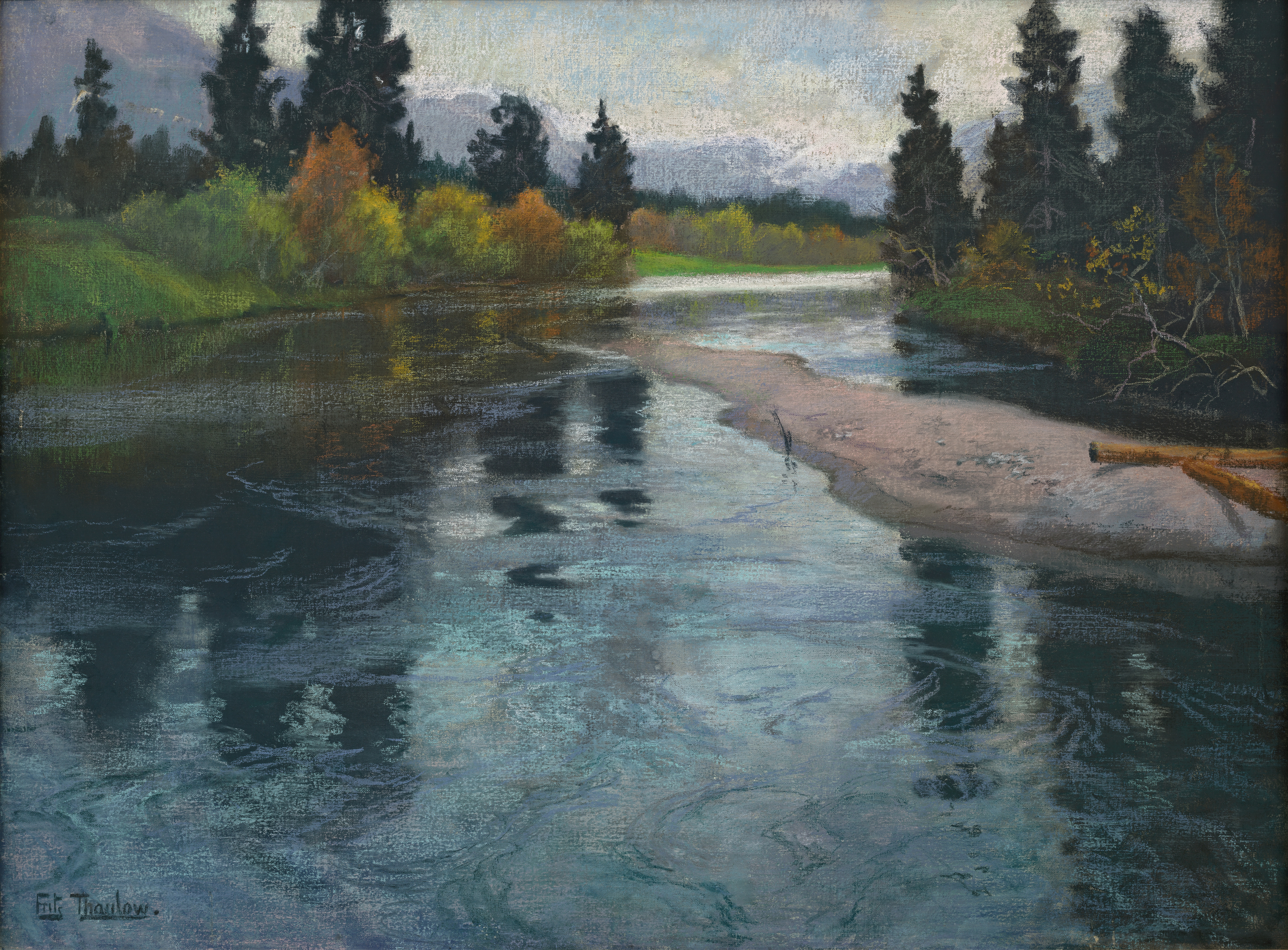
Ein Fluss 1883
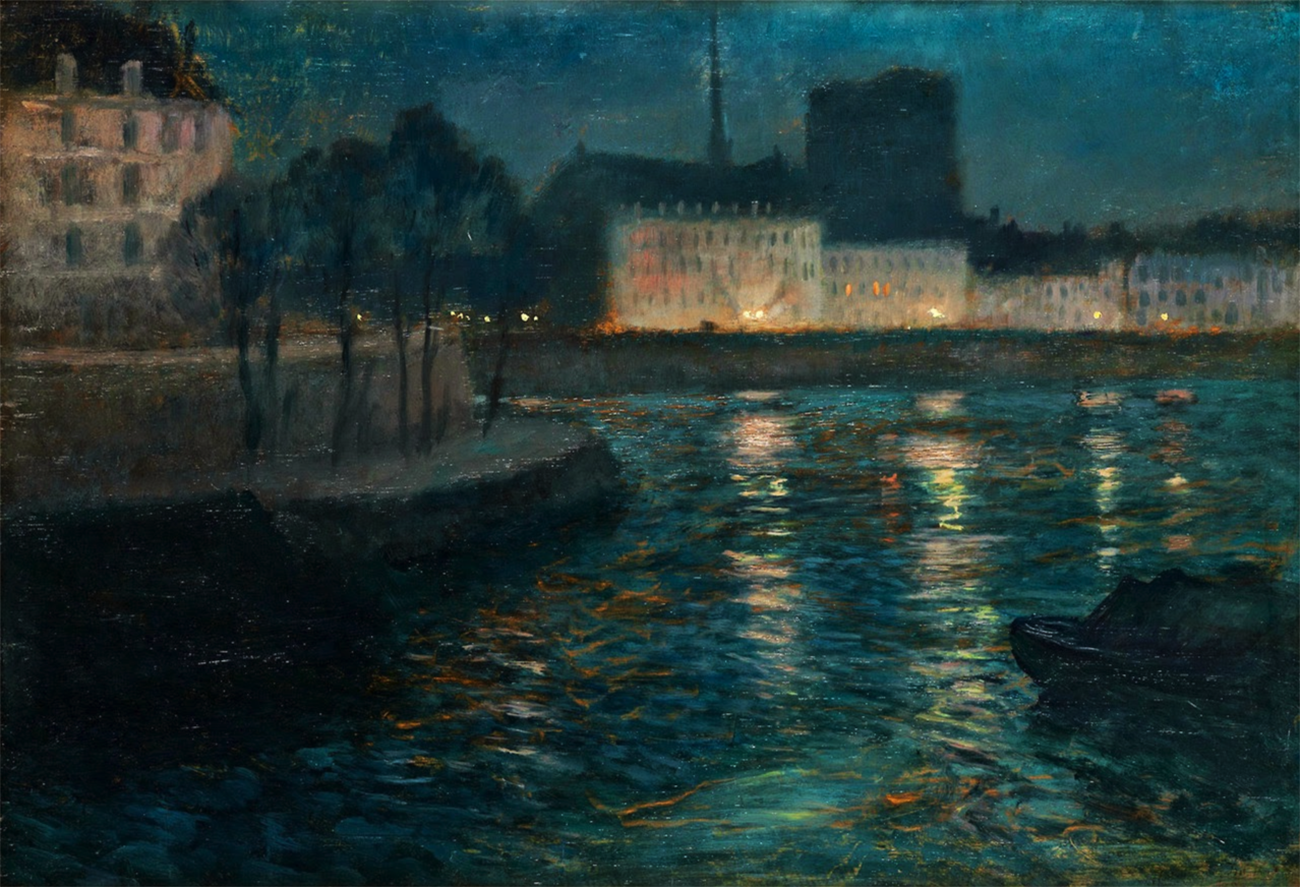
Ambiance Du Soir 1893
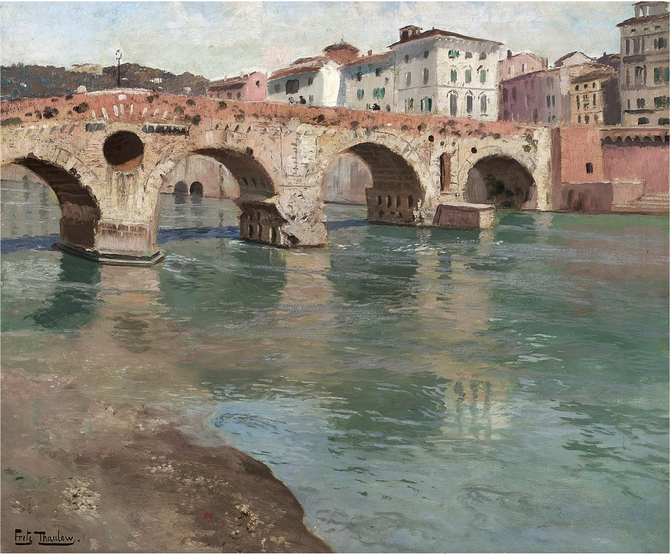
Ponte Pietra, Verona 1894
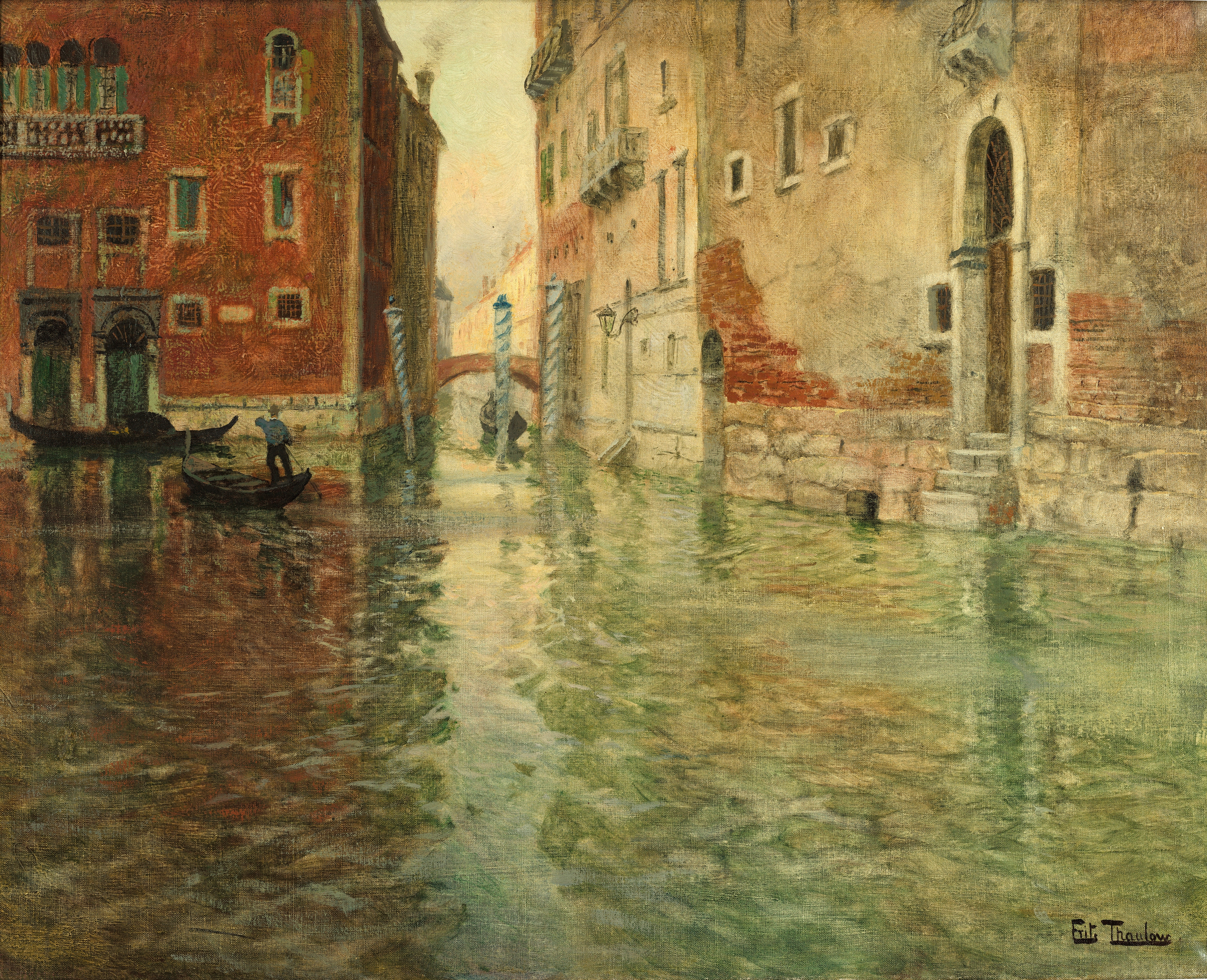
Venedig 1894
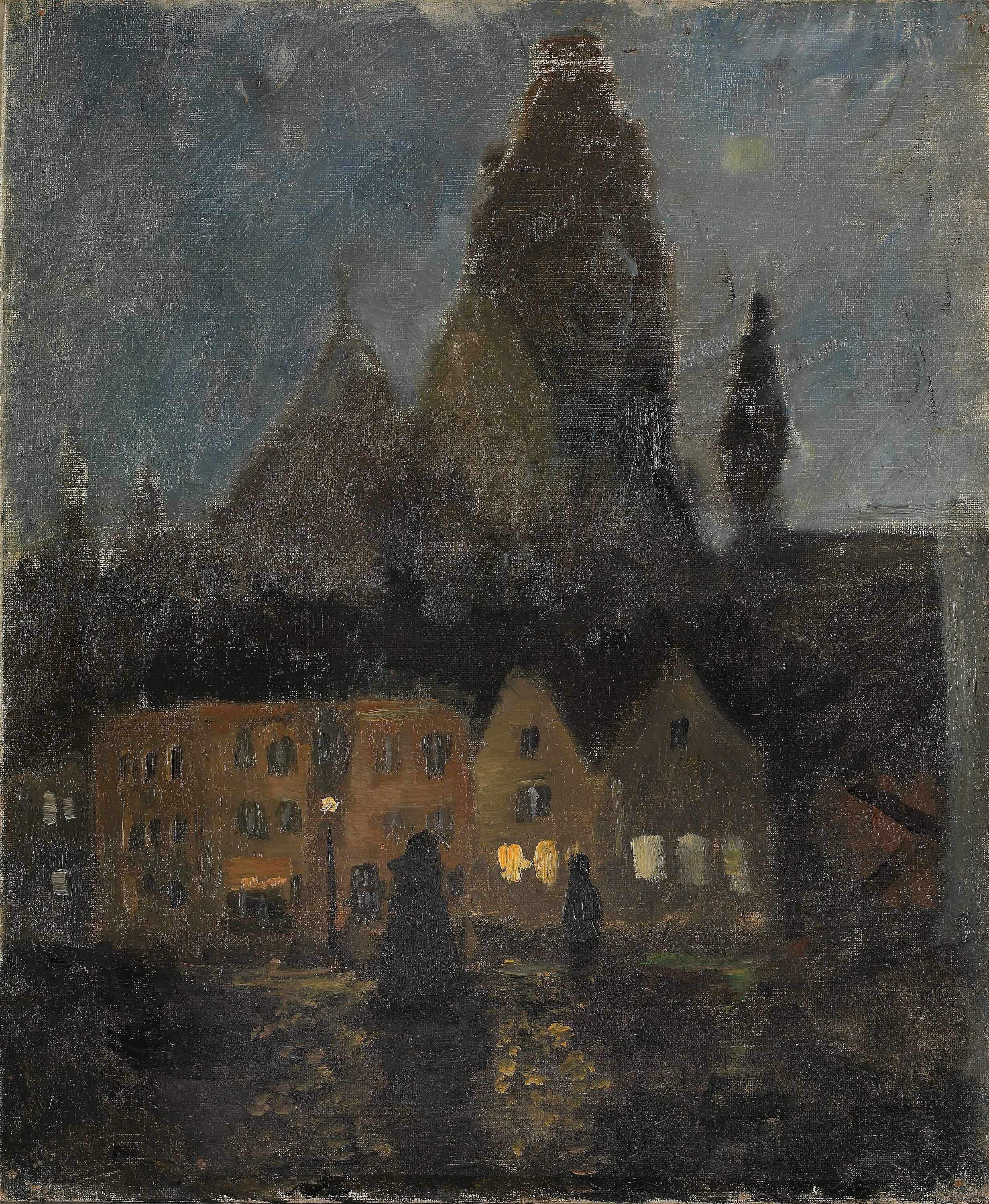
Kveldstemning, Dieppe 1894–1898
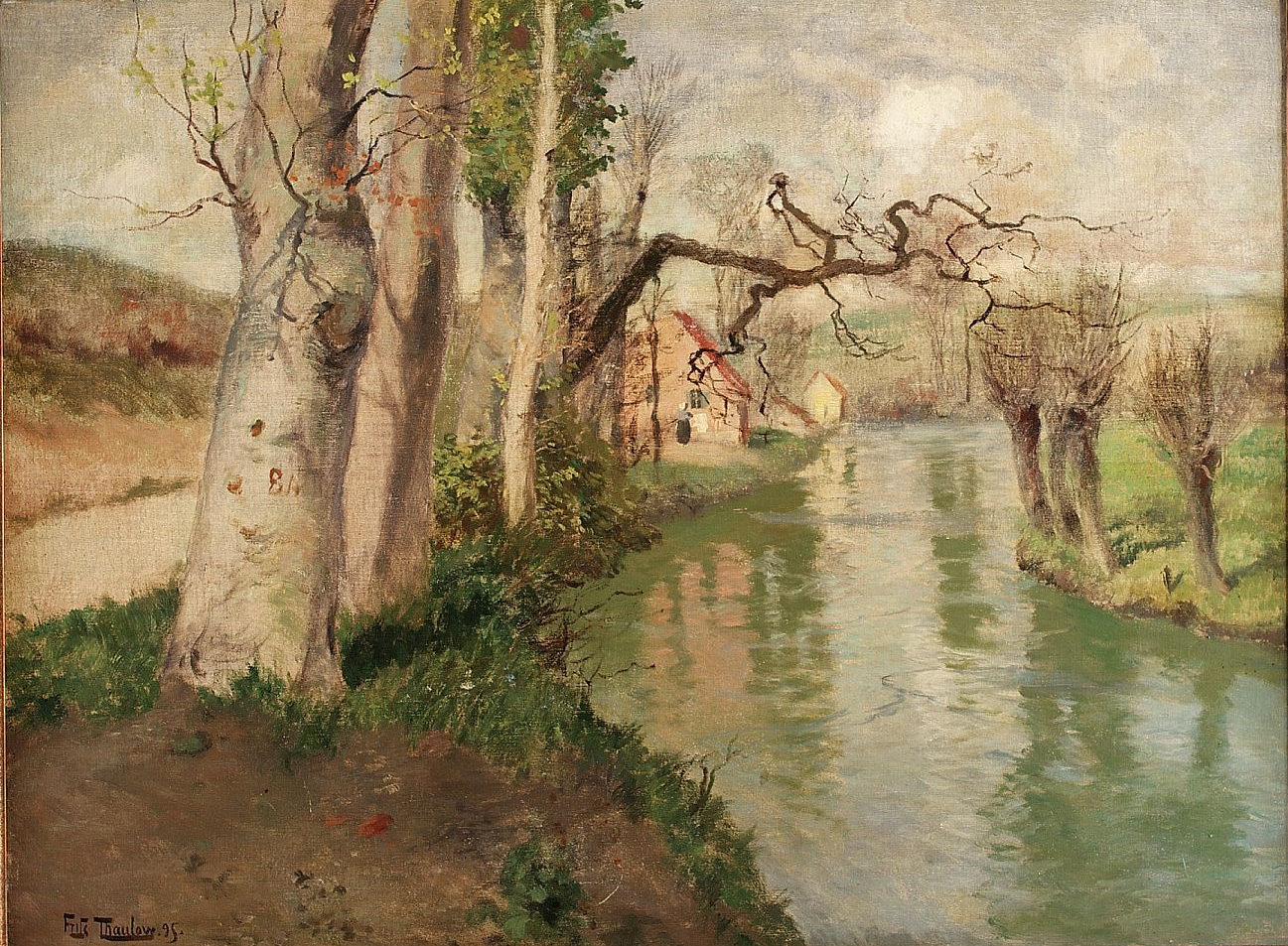
Fra Dieppe med elven Arques 1895
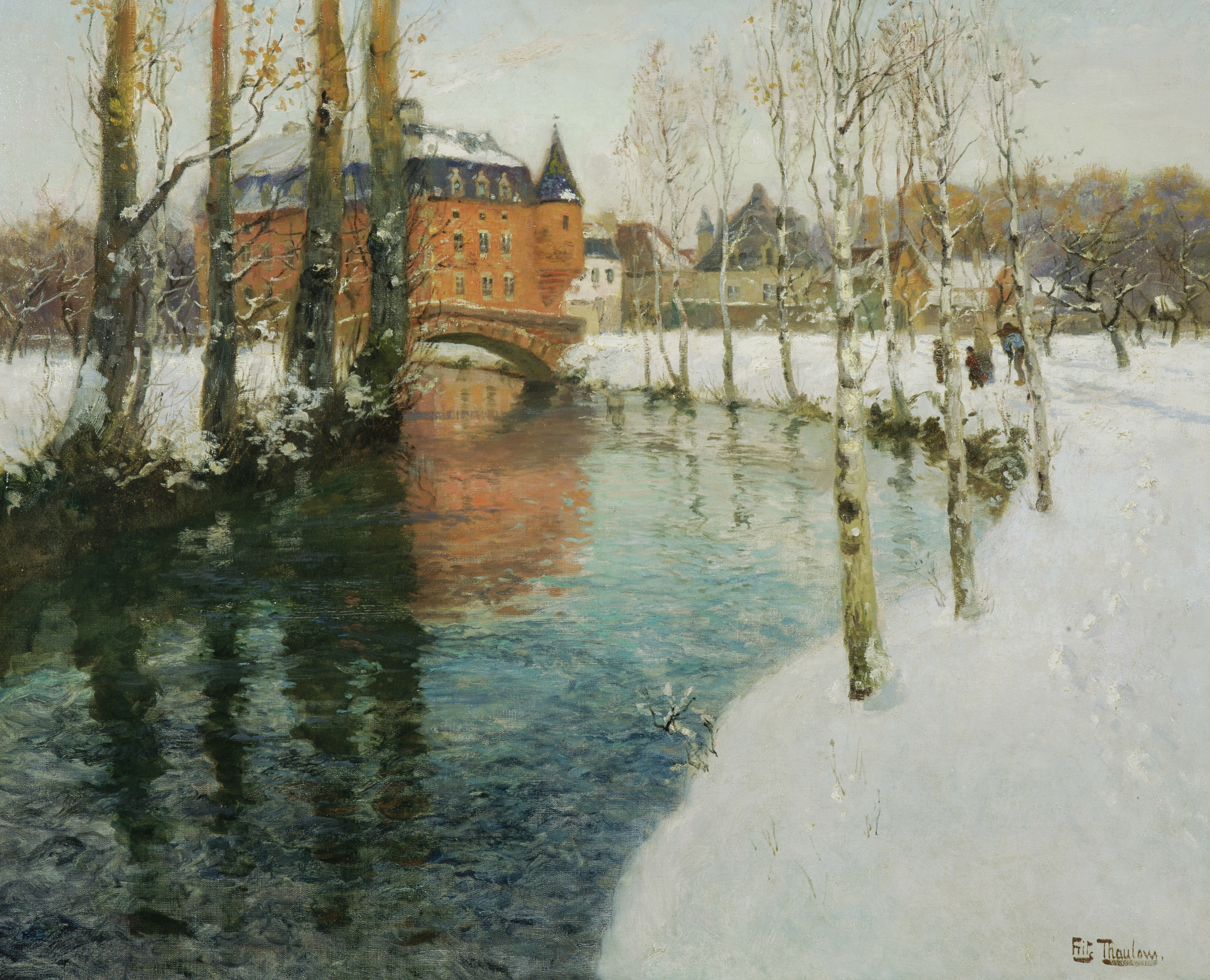
Ein Schloss in der Normandie 1895
Boulevard de la Madeleine à Paris 1896–1897
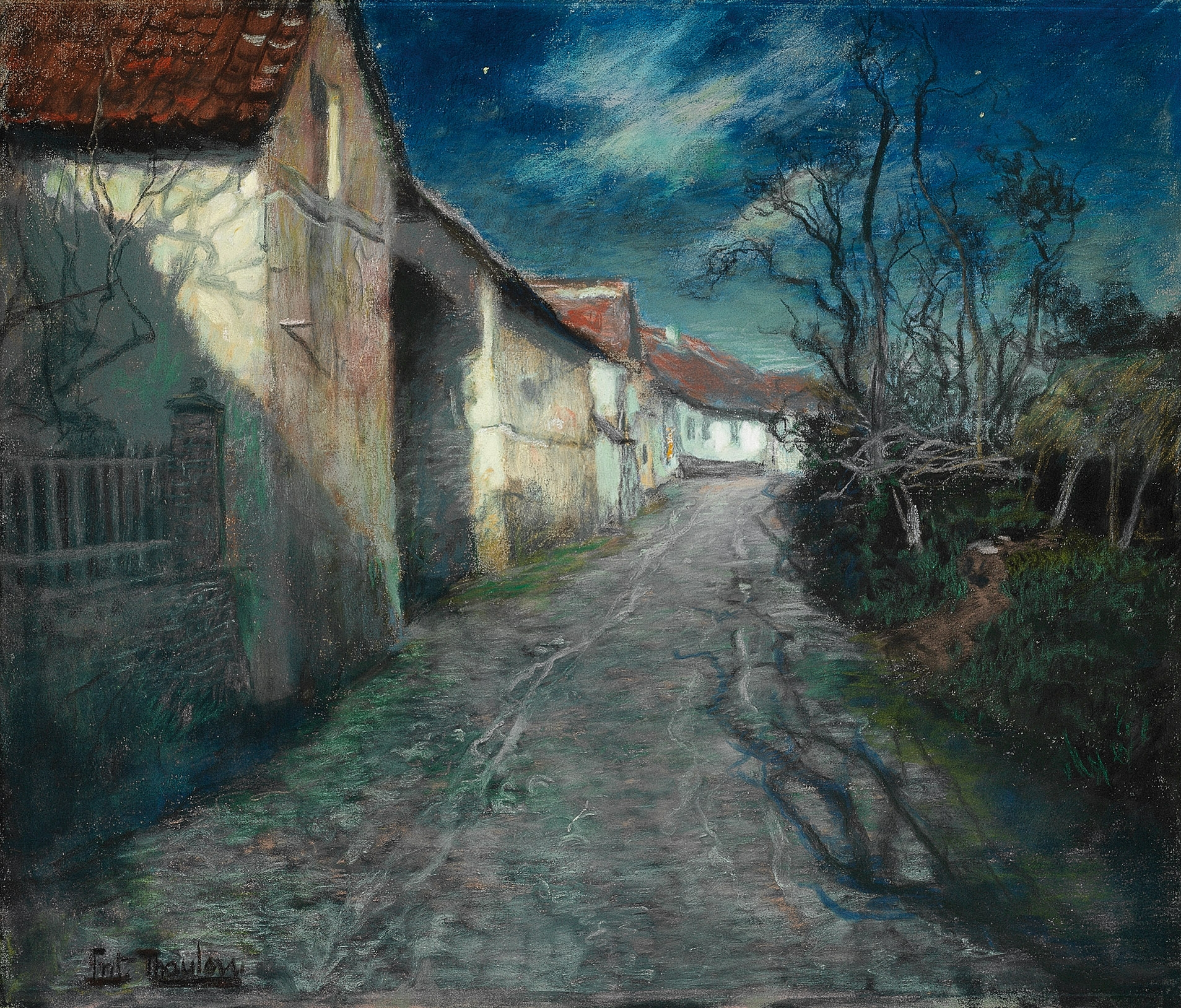
Mondschein in Beaulieu 1904
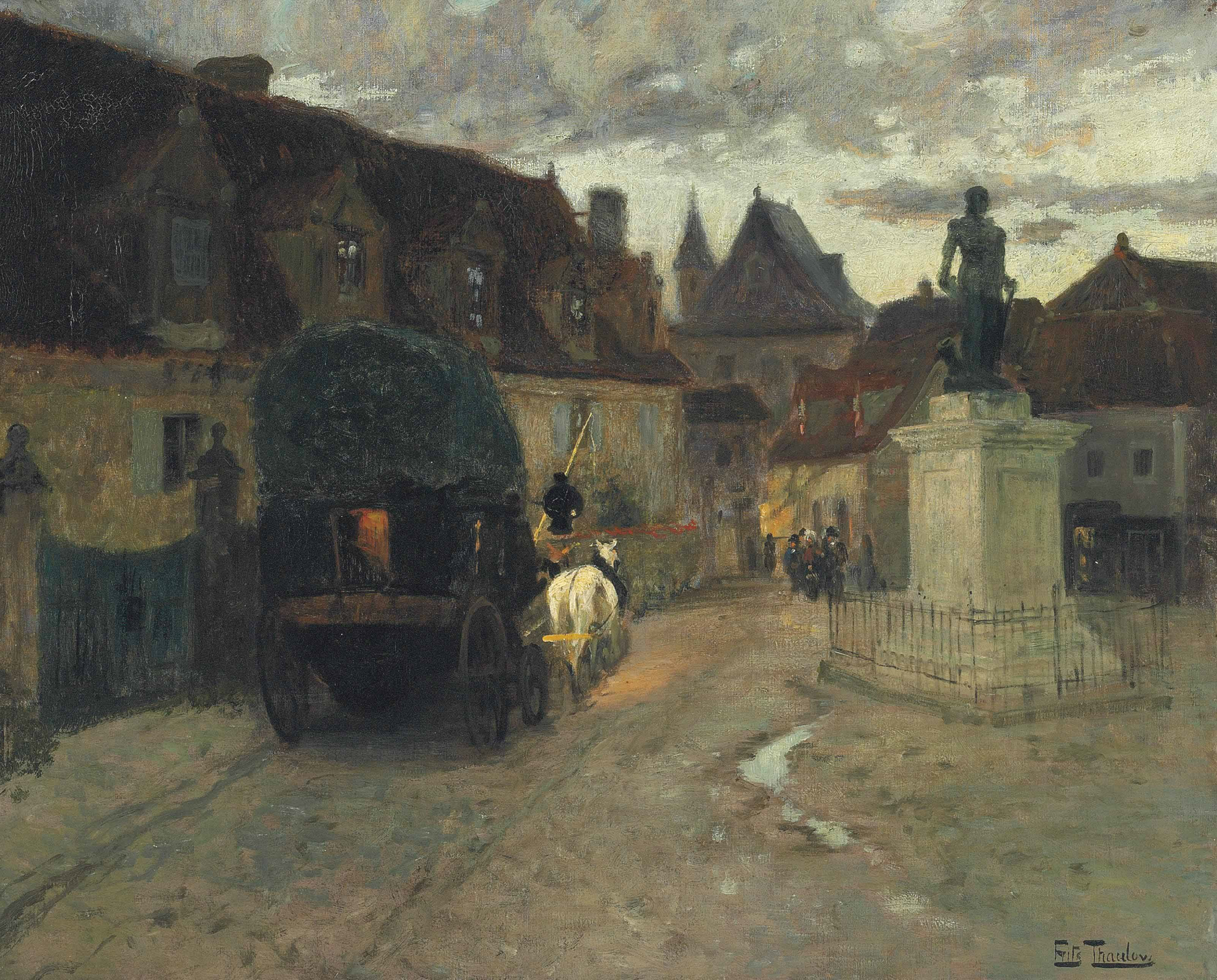
Place Marbot 1904
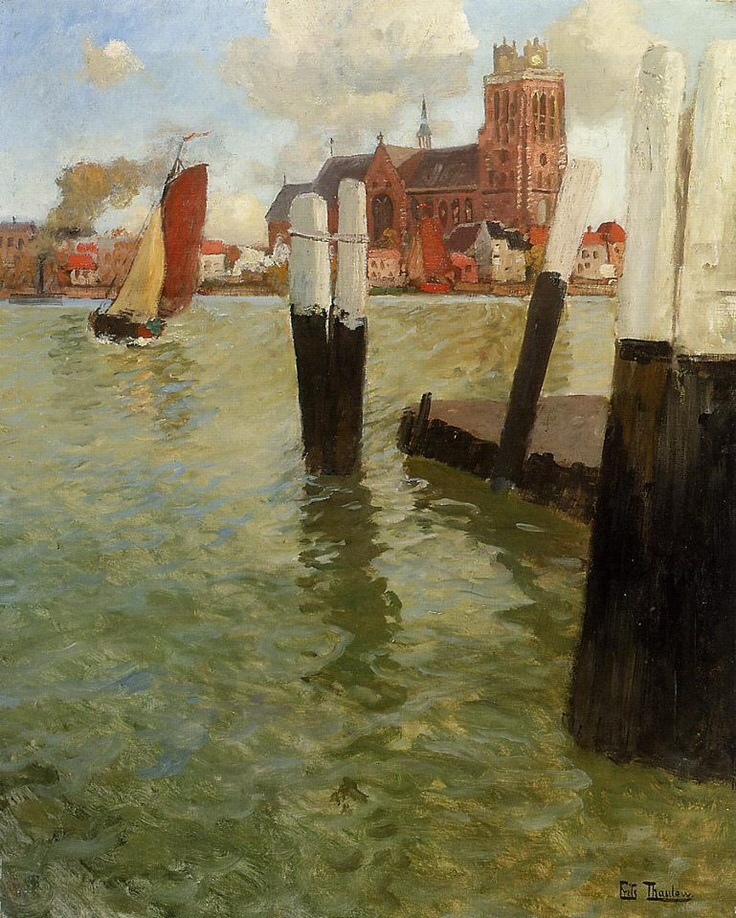
Dordrecht 1905